# El laberinto (serie de televisión)
El laberinto es una serie de televisión colombiana producida por Sony Pictures Television para Caracol Televisión en 2012. Es considerada la segunda parte de la serie La mujer del presidente serie de 1997. Esta protagonizada por Robinson Díaz, Sandra Reyes y Jorge Cao. pero tuvo pocos índices de audiencia debido su horario además de su historia, muy alejada estética y narrativamente de la serie de 1997.

## Sinopsis
Quince años atrás, Carlos Alberto Buendía, un tipo común de clase media, con una vida para nada particular: vive con sus padres, trabaja como empleado raso en una empresa de aviación, sueña con comprarse su propio carro y una casita. Tiene una novia con la cual se casó recientemente pero nadie lo sabe, excepto su mejor amigo que también trabaja con él.
Su vida transcurre sin mayor apremio hasta que Susana de Acero, la mujer del presidente de la compañía para la cual trabaja, decide seducirlo para hacerlo parte de su venganza personal contra su Marido. Ella muere minutos antes de tener sexo con Buendía.
De ahí en adelante, las torpes decisiones de Buendía, que van desde esconder el cadáver y enterrarlo hasta involucrarse en el supuesto proceso de liberación de la "muerta"  cuyo secuestro se comprobó que fue un montaje hecho por el mismo Francisco de Paula Acero para incubrir la verdad de la muerte de Susana sobre su gusto por el sexo con jóvenes y de su padecimiento de sida, sumado al ineficiente sistema judicial del país y la ambición e inescrupulosa maldad de Francisco de Paula Acero, llevan a Buendía a una de las peores pesadillas de cualquier colombiano: Caer en una cárcel y ser "culpable hasta que logre probar lo contrario".
Quince años después de haber sido declarado inocente del supuesto homicidio de Susana, Buendía sigue siendo tan normal como tiempo atrás, ahora su vida mucho más estable, lejos de todo el infierno vivido al ser encarcelado injustamente, ser torturado en la cárcel, ver morir a su mejores amigos Víctor y Robin y estar en medio de todo tipo de delincuencia y para sobrevivir a la persecución en contra suya, se centra en cuidar de su familia, su esposa Adriana y su hija Verónica. Aún desempeñándose como ingeniero de sistemas, ha logrado una mejor posición, nada sobresaliente en todo caso, ya que su prioridad es lograr la estabilidad. Sin embargo, las pesadillas del pasado lo asaltan una y otra vez en las noches. 
Carlos Alberto tiene a su esposa desaparecida y a su hija en peligro de muerte. Además, está al borde de perder su empleo y teme la venganza de una misteriosa mujer por lo ocurrido hace 15 años.

## Reparto

### Personajes principales
- Robinson Díaz - Carlos Alberto Buendía
- Sandra Reyes - Adriana Guerrero
- Alma Rodríguez - Robin
- Jorge Cao - Francisco de Paula Acero
- Ana Soler - Estefanía Pedraza/Esteban Pedraza

### Personajes secundarios
- Claudia Moreno - Gina
- Roberto Cano - Andrés Acero
- Juana Isabella Zapata Ramírez - Esther, bebé de Sara y Andrés
- Luis Fernando Hoyos - Ernesto Cáceres/Ernesto Acero
- Adelaida López - Verónica Buendía
- Rafael Bohórquez - Alfonso Valdés
- Cecilia Navia - Marcela
- Luis Fernando Múnera - Bernando de Vengoechea
- Jorge López - Juan Pablo Márquez
- Silvio Ángel - Julio Buendía
- Ana María Arango - Emperatriz de Buendía
- Valentina Martínez

## Premios y nominaciones

### Premios TVyNovelas
| Año  | Categoría                            | Nominado                                                              | Resultado |
| ---- | ------------------------------------ | --------------------------------------------------------------------- | --------- |
| 2013 | Mejor Serie                          | El Laberinto                                                          | Nominado  |
| 2013 | Actriz Protagónica De Serie Favorita | Sandra Reyes                                                          | Nominado  |
| 2013 | Actor Protagónico De Serie Favorito  | Robinson Díaz                                                         | Nominado  |
| 2013 | Actriz/Actor Revelación Favorita     | Alma Rodríguez                                                        | Nominado  |
| 2013 | Actriz De Reparto De Serie Favorita  | Carmenza Cossio                                                       | Nominado  |
| 2013 | Libreto Telenovela O Serie Favorito  | Mauricio Miranda, Mauricio Guevara, Margarita Londoño y Darío Vanegas | Nominado  |